# Saskia Bricmont
Saskia Bricmont (sinh ngày 16 tháng 3 năm 1985) là một chính trị gia người Bỉ thuộc đảng Ecolo từ năm 2007. Bà được bầu làm đại biểu Nghị viện châu Âu vào năm 2019. Tại quốc hội, bà phục vụ trong Ủy ban Tự do Dân sự, Tư pháp và Nội vụ (từ năm 2019) và Ủy ban Thương mại Quốc tế (từ năm 2020).
Ngoài các nhiệm vụ trong 2 ủy ban nói trên, Bricmont còn là thành viên phái đoàn Nghị viện EU về quan hệ với các nước Maghreb và Liên minh Maghreb Ả Rập. Bà cũng tham gia Liên nhóm Nghị viện Châu Âu về Quyền LGBT  và Liên nhóm Nghị viện châu Âu về Phúc lợi và Bảo tồn Động vật.